# ویلبرن (آلاباما)
ویلبرن (به انگلیسی: Wilburn) یک منطقهٔ مسکونی در ایالات متحده آمریکا است که در شهرستان کلمن، آلاباما واقع شده‌است. ویلبرن ۱۵۹٫۱۱ متر بالاتر از سطح دریا واقع شده‌است.